# 印度國防部
印度國防部（IAST：Rakshā Maṃtrālaya，英語：Ministry of Defence，MoD），是印度政府行政部門之一，主要負責統合國防與陸海空軍。印度總統擔任武裝部隊的最高統帥。印度國防部下屬部門包括包括印度陸軍，印度海軍，印度空軍和印度海岸警衛隊。印度國防部預算目前在世界排名第三。